# Diplodus argenteus
Diplodus argenteus — риба родини спарових.

## Поширення та середовище існування
Поширена у західній Атлантиці вздовж берегів Флориди, у Карибському басейні, на південь до Аргентини. 

## Опис
Морська рифова риба, сягає 37,8 см довжиною. Поділяється на два підвиди:
- Diplodus argenteus argenteus (Valenciennes, 1830)
- Diplodus argenteus caudimacula (Poey, 1860)